# جيمس موريسون (لاعب غولف)
جيمس موريسون (بالإنجليزية: James Morrison)‏ هو لاعب غولف بريطاني، ولد في 24 يناير 1985 في تشيرتسي في المملكة المتحدة.

## وصلات خارجية
- جيمس موريسون على موقع رابطة أوروبا للاعبي الغولف المحترفين (الإنجليزية)
- جيمس موريسون على موقع التصنيف العالمي الرسمي للغولف (الإنجليزية)